# Alcides Fernández Airport
Alcides Fernández Airport är en flygplats i Colombia.   Den ligger i departementet Chocó, i den nordvästra delen av landet, 600 km nordväst om huvudstaden Bogotá. Alcides Fernández Airport ligger 16 meter över havet.
Terrängen runt Alcides Fernández Airport är kuperad västerut, men österut är den platt. Havet är nära Alcides Fernández Airport åt nordost. Runt Alcides Fernández Airport är det glesbefolkat, med 19 invånare per kvadratkilometer. Närmaste större samhälle är Acandí, 2,6 km öster om Alcides Fernández Airport. Omgivningarna runt Alcides Fernández Airport är en mosaik av jordbruksmark och naturlig växtlighet.